# Castell de Portilla
Portilla va ser una vila-fortalesa del Regne de Navarra a Àlaba i que era porta d'entrada occidental al regne al segle XII. Es troba en la penya i als seus peus està l'actual Portilla.
El castell i l'antic llogaret són contigus en la penya. El castell va tenir 70 m de llarg per 6 d'ample, s'aprecien restes de la torre d'homenatge i aljub. La muralla medieval del llogaret era de dos metres i tenia cada 50 metres torres circulars d'escàs diàmetre.
Va ser un punt de resistència a la invasió del Regne de Castella el 1199 i amb la seva presa va passar a formar part del seu regne, perdent gradualment la seva importància.